# Bank Republiki Haiti
Bank Republiki Haiti (fr.Banque de la République d'Haïti) (BRC) – haitański bank centralny. Bank aktywnie promuje politykę integracji finansowej i jest instytucją członkowską Alliance for Financial Inclusion (AFI). W 2013 roku bank ogłosił Deklarację Maya, czyli zobowiązanie do kontynuowania modernizacji systemu płatności i przedłożenia odpowiednim organom przepisów regulujących i nadzorujących instytucje mikrofinansowe.

## Historia
Bank Republiki Haiti powstał po odzyskaniu przez Haiti niepodległości od Francji. Najstarszą wzmiankę o banku na Haiti można znaleźć w krótkiej korespondencji z września 1825 roku między zagranicznym handlowcem Nicholasem Kane'em, sekretarzem stanu Baltazarem Inginacem, na temat propozycji złożonej przez George'a Clarka w imieniu niemieckiej grupy Hermann Hendrick and Co., aby założyć bank na Haiti. Propozycja nigdy nie została przyjęta.
W październiku 1910 przyznano koncesję konsorcjum francuskich, niemieckich i amerykańskich biznesmenów na utworzenie nowego banku - Narodowego Banku Republiki Haiti (BNRH). W 1979 roku BNRH został podzielony na dwie instytucje finansowe: bank komercyjny Banque Nationale de Crédit (BNC) oraz Bank Republiki Haiti.